# Förderkreis Industriepfad Düsseldorf-Gerresheim
Der Förderkreis Industriepfad Düsseldorf e.V. (FKI) ist ein Verein zur Erforschung der Industriegeschichte von Düsseldorf und der benachbarten Region. Der Zweck des Vereins ist die wissenschaftliche Aufarbeitung und Förderung der Industriekultur, des Denkmalschutzes, der Denkmalpflege und des Kulturlandschaftsschutzes. Diesen Zweck verwirklicht der Verein mit der Konzipierung eines Pfades der lokalen historischen Industrieentwicklung in Düsseldorf-Gerresheim und im benachbarten Düsseldorf-Ludenberg, mit der Kennzeichnung industriekultureller Standorte im gesamten Düsseldorfer Stadtgebiet und mit der Unterstützung von industriekulturellen Netzwerken in der Region.

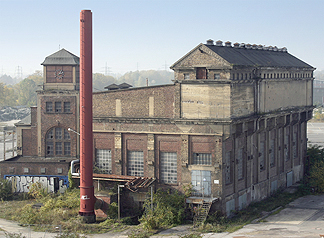
Elektrozentrale der Gerresheimer Glashütte. 2012

## Geschichte
Vor dem Hintergrund der Schließung des vormals weltgrößten Flaschenproduzenten, der Glashütte Gerresheim, 2005 und der zeitgleichen öffentlichen Diskussion um den Erhalt des letzten Düsseldorfer Ringofens an der Bergischen Landstraße gründeten engagierte Bürgerinnen und Bürger aus Düsseldorf-Gerresheim im Oktober 2007 den „Förderkreis Industriepfad Düsseldorf-Gerresheim e.V.“. Erster Vorsitzender war der Stadtplaner und Architekt Niklaus Fritschi, der dem Verein bis 2016 vorstand und seitdem dessen Ehrenvorsitzender ist.
Ziel des „Förderkreises Industriepfad“ war es zunächst, in Düsseldorf-Gerresheim die lokale Industriegeschichte in Zusammenhang mit der gesamtstädtischen industriegeschichtlichen Entwicklung Düsseldorfs aufzuarbeiten und dabei insbesondere einen industriekulturellen Pfad mit 20 Stationen in Gerresheim zwischen dem Ringofen Sassen und dem Fabrikareal der ehemaligen Glashütte zu realisieren. Die gesamtstädtische industriegeschichtliche Entwicklung Düsseldorfs sollte anhand des kleinräumigen landstädtischen Gerresheim im Sinne sprechender Orte nachgezeichnet werden. Bereits 2009 erschien mit der Publikation „Industriepfad Düsseldorf-Gerresheim“ die erste Buchveröffentlichung des Vereins; im gleichen Jahr wurde die erste Ausstellung des FKI über die Geschichte des Gerresheimer Bahnhofs gezeigt. Zahlreiche Publikationen und Ausstellungen zu Themen der Gerresheimer und Düsseldorfer Industrie- und Verkehrsgeschichte folgten. Der FKI behandelt dabei die Industriegeschichte weniger aus technikgeschichtlicher, sondern aus einer kultur- und gesellschaftsgeschichtlichen Perspektive.
Bis 2019 konnte im Stadtteil Gerresheim ein gegenüber der ursprünglichen räumlichen Konzeption deutlich ausgeweiterter Industriepfad mit 25 Stationen geschaffen werden. Dreiseitige, von dem Gründungsvorsitzenden Niklaus Fritschi entworfene Stelen informieren auf einer Seite über Aspekte der lokalen Industrie- und Gesellschaftsgeschichte, wie unter anderem die Drahtstifte-, Ziegel- und Glasproduktion, die zur Glashütte gehörenden Arbeitersiedlungen sowie soziale Organisationsformen wie etwa Arbeitersportvereine, während die zweite Seite die Gerresheimer Situation in den gesamtstädtischen Kontext einbettet.
Aufgrund des Engagements des Förderkreises wurde unter Federführung von Niklaus Fritschi sowie der Beiratsmitglieder Gaby und Peter Schulenberg der letzte im Düsseldorfer Stadtgebiet erhaltene Ringofen in Teilen vor dem Abriss gerettet. Auch die markanten architektonischen Zeugnisse auf dem Gelände der ehemaligen Gerresheimer Glashütte (Kesselhaus, Elektroschaltzentrale und Gerrix-Turm) konnten dank der Gutachten von Kurt Hesse vor dem Abriss bewahrt und unter Denkmalschutz gestellt werden. Auch der Gerresheimer Bahnhof als Initialstandort der Düsseldorfer Industriegeschichte wurde schließlich als Denkmal eingetragen.
Die intensive Beschäftigung mit Themen der Gerresheimer Industriekulturgeschichte vor dem Hintergrund der Düsseldorfer beziehungsweise regionalen Industriegeschichte führte 2017 unter dem neuen Vorsitzenden Franz Nawrath (seit 2016) zur Umbenennung des Vereins in „Förderkreis Industriepfad Düsseldorf e. V.“.

## Struktur
Der „Förderkreis Industriepfad Düsseldorf e. V.“ ist ein gemeinnütziger Verein, der rein ehrenamtlich tätig ist. Vorsitzender ist seit Oktober 2016 der Betriebswirt und Informatiker Franz Nawrath aus Düsseldorf-Gerresheim. Der Vorstand, dessen Mitglieder den Verein gemeinsam leiten, wird fachlich unterstützt durch einen wissenschaftlichen Beirat unter dem Vorsitz des Historikers Peter Henkel. Dieser Beirat, dem mehrere Historiker und Archäologen angehören, konzipiert die Inhalte der Ausstellungen und Veröffentlichungen des FKI.
Vier Mitgliedern des Vereins wurden seit 2013 besondere Ehrungen zuteil. Der Gründungsvorsitzende Niklaus Fritschi wurde 2016 von den Mitgliedern zum Ehrenvorsitzenden gewählt. Ehrenmitglieder des FKI sind der Kunst- und Kulturhistoriker Prof. Roland Günter, der ehemalige Mitarbeiter der Gerresheimer Glashütte Otfried Reichmann und der Eigentümer des Gerresheimer Event- und Kulturbahnhofs, der Architekt Piet Neiser (verstorben 2018).

## Wesentliche Inhalte der Vereinsarbeit
Kern der Vereinsarbeit war anfangs die Errichtung und Pflege des 4,2 km langen Industriepfads in Düsseldorf-Gerresheim. Von 25 geplanten Stelen wurden bereits 23 aufgestellt. Im nördlichen Teil geht es ausgehend vom letzten erhaltenen Ringofen Düsseldorfs um die Ziegelherstellung. Im Zentrum Gerresheims um die dortige Basilika wird die einst große Drahtindustrie des Stadtteils thematisiert. Der südliche Abschnitt des Pfads beschäftigt sich mit der ehemaligen Glashütte und ihrem Umfeld. Neben diesen Industriezweigen werden auch andere Bereiche, wie Soziales, Wohnungsbau und Freizeitgestaltung (Sport, Kleingärten etc.) angesprochen.
Auf Initiative von Beiratsmitglied Burkhard Lüking sind seit September 2019 Teile des Pfades auch für Kinder bezeichnet. An den Stelen wurden kindgerechte Texte angebracht, die Kinder können gemeinsam mit dem Maskottchen „Piet“ die Industriegeschichte erkunden. Zudem bietet der Verein auch auf seiner Homepage kostenloses pädagogisches Material mit ausgewählten Quellen zur Gerresheimer Industriegeschichte für den Unterricht als kostenlosen Download an.
Weiterhin macht sich der Verein für die Pflege und die museale Nutzung des letzten erhaltenen Ringofens stark. Hier finden regelmäßig Veranstaltungen und Ausstellungen statt. Zudem bietet der Verein in regelmäßigen Abständen und auf Anfrage Führungen zu allen Themenbereichen der Gerresheimer und Düsseldorfer Industriegeschichte an.

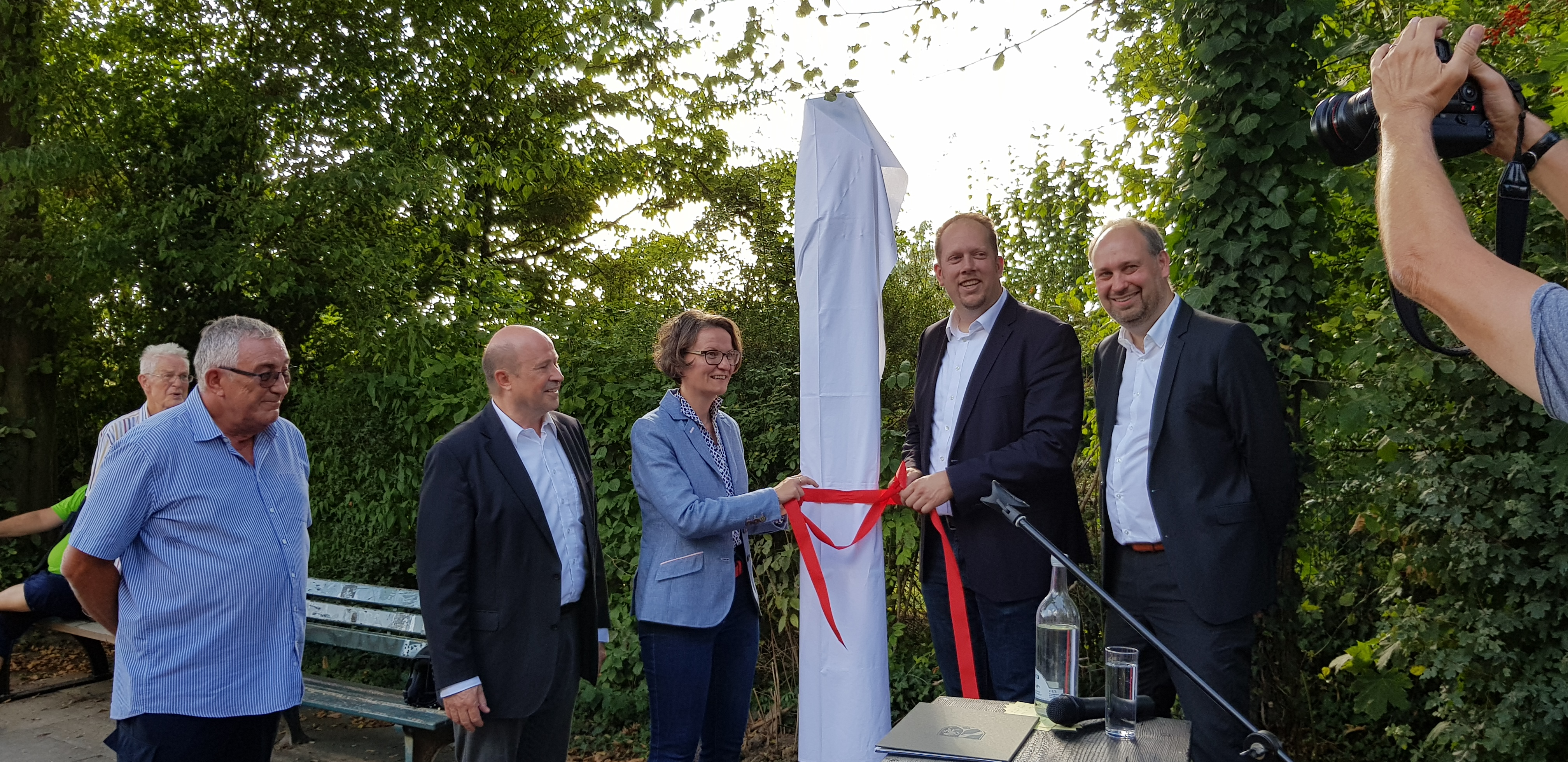
Enthüllung der Stele „Kleingarten“ mit Ministerin Scharrenbach und Marco Schmitz (MdL)

In den letzten Jahren präsentierte der Verein folgende Ausstellungen:
- 2009: Der Bahnhof Gerresheim
- 2010: Die Siedlung Am Zollhaus
- 2011: Glas für die Welt – Aufstieg und Niedergang der Gerresheimer Glashütte
- 2012: Vom Jan-Wellem-Brunnen zur modernen Wasserversorgung
- 2013: 175 Jahre Eisenbahn
- 2014: Mein Weg nach Gerresheim
- 2014: Vom Abbruch zum Aufbruch – 150 Jahre Glashütte Gerresheim
- 2015: Der letzte seiner Art – Geschichte des Ringofens Sassen an der Bergischen Landstraße
- 2015: Die Spur der Steine – Wie Ziegelarchitektur das Gesicht Düsseldorfs prägte
- 2016: Mit Feuer & Wasser – Wanderausstellung des LVR-Industriemuseums zur Industriekultur im Bergischen Land
- 2016: Kirchturm und Schlot – Zwischen Seelenheil und Kapitalertrag
- 2017: Menschen des Industriepfads – Der FKI sagt „Danke“
- 2017: Düsseldorf auf Draht – die Geschichte einer vergessenen Industrie
- 2018: Glashütte meets China – eine Fotoausstellung
- 2018: Mehr als nur der Schreibtisch – Düsseldorfer Eisen- und Stahlindustrie in Bildern (gemeinsam mit dem Stadtarchiv Düsseldorf)
- 2018: Präsentation der Drahtausstellung auf der „wire“ in der Messe Düsseldorf
- 2019: Vorsicht zerbrechlich! Das vergessene Erbe der Glashütte. Eine Work-in-progress-Ausstellung des FKI
- 2019: Vorsicht Industriekultur! Das industriekulturelle Erbe Düsseldorfs.
- 2021: Düsseldorfer Antworten: Von Arbeitersiedlungen und neuen Wohnquartieren – Wohnungsbau in Düsseldorf zwischen 1860 und heute[1]

Zudem sind in den letzten Jahren zahlreiche Publikationen erschienen, vor allem Kataloge zu einzelnen Ausstellungen:
- Peter Henkel / Niklaus Fritschi: 175 Jahre Eisenbahn Düsseldorf-Elberfeld. Die erste Eisenbahnlinie in Westdeutschland als Düsseldorfs dritte Geburtsstunde, Düsseldorf 2013 (ISBN 978-3-7700-1515-3)
- Peter Henkel (Hrsg.): 150 Jahre Glashütte Gerresheim, Düsseldorf 2014 (ISBN 978-3-7700-1533-7)
- Peter Henkel / J. Wiener (Hrsg.): Die Spur der Steine, Düsseldorf 2016 (ISBN 978-3-7700-6017-7)
- Peter Henkel (Hrsg.): Industriepfad Düsseldorf-Gerresheim, erw. und aktualisierte 2. Auflage, Düsseldorf 2017 (ISBN 978-3-7700-2002-7)
- Peter Henkel (Hrsg.): Düsseldorf auf Draht – Die Geschichte einer vergessenen Industrie, Düsseldorf 2017 (ISBN 978-3-7700-6027-6)
- Beate Johlen-Budnik / Peter Stegt (Hrsg.): Kirchturm & Schlot – Zwischen Seelenheil und Kapitalertrag, Düsseldorf 2017
- Peter Henkel / Benedikt Mauer: Glas, Eisen und Stahl. Düsseldorfer Industriefotografie aus dem Stadtarchiv, Düsseldorf 2018 (ISBN 978-3-7700-6033-7)

Eine besondere Leistung stellt die Erschließung des sogenannten Glasschatzes dar. 2014 wurde auf dem Gelände der früheren Glashütte ein Bunker entdeckt, in dem ca. 10.000 Muster-Flaschen und Konservengläseraus den 1950er und 1990er Jahren lagerten. In Absprache mit dem damaligen Eigentümer „Patrizia“ konnten fast 7.000 Flaschen geborgen, sicher in Kisten verstaut und gelagert werden. Von 2017 bis 2019 wurden diese durch die Beiratsmitglieder Gaby und Peter Schulenberg archiviert und dokumentiert. Sie stellen einen bedeutenden Querschnitt der Wirtschafts- und Produktionsgeschichte der Glashütte dar. 2019 wurde ein erster Zwischenstand dieser Arbeiten in einer Ausstellung präsentiert.
Nach dem Verkauf des Geländes von „Patrizia“ an einen neuen Investor bleibt der Verein bis heute in engem Kontakt mit dem neuen Eigentümer und den verantwortlichen Planern.

## Kooperationen und Öffentlichkeitsarbeit
Der FKI arbeitet stets eng mit anderen Vereinen zusammen. Hierzu zählen lokale Vereine, wie der Bürger- und Heimatverein Düsseldorf-Gerresheim und der Kulturkreis Gerresheim, aber auch Vereine in anderen Düsseldorfer Stadtteilen und der „Via Industrialis“ in Köln. Der FKI gehört zu den Mitbegründern des regionalen industriekulturellen Projekts „Rheinschiene“.
Verschiedene Stiftungen wie z. B. die NRW-Stiftung unterstützen seit Jahren regelmäßig die Arbeit des Vereins. Es besteht eine enge Zusammenarbeit mit dem Düsseldorfer Stadtarchiv, mit dem z. B. 2018 eine Fotoausstellung mit begleitendem Katalog realisiert werden konnte.
Neben den regelmäßigen Ausstellungen und Führungen präsentiert sich der Verein durch eine eigene Homepage und einen Auftritt bei Facebook.